# Kunvald
Kunvald (deutsch Kunwald) ist ein Městys in Tschechien. Er befindet sich fünf Kilometer nordöstlich von Žamberk in der Region Pardubický kraj.

## Geschichte
Kunwald wurde vermutlich in der zweiten Hälfte des 13. Jahrhunderts gegründet. Über die Abstammung des Namens Kunwald, durch das mehrere Handelswege durch das Glatzer Land nach Schlesien führten, gibt es mehrere Vermutungen. Zu einem könnte dieser durch deutsche Besiedler entstanden sein, möglich ist auch eine Ableitung des Namens vom Ritter Kuna, der auf der nahen Burg Suchá siedelte und dem Zusatz -wald durch die landschaftliche Ausprägung der Umgebung. Eine dritte Version vermutet die Namensgebung durch Siedler aus der Oberlausitz, in dem es mit Cunewalde ein Dorf des gleichen Namens gab.
Die erste urkundliche Erwähnung stammt aus dem Jahr 1363, als Jan Peter von Třebová (Jan Petr z Třebové) zum Pfarrer in Nekoř ernannt wurde. 1389 erwarb Boček II. von Podiebrad Kunwald, der es mit seiner Herrschaft Lititz verband.
1453 ließen sich in Kunwald, das damals im Besitz des späteren Königs Georg von Podiebrad war, mit Erlaubnis des Utraquisten Jan Rokycana Anhänger der verfolgten Glaubensgemeinschaft der Böhmischen Brüder nieder. Sie wollten nach dem Vorbild und den Schriften des religiösen Denkers Petr Chelčický ein Leben im christlichen Glauben, brüderlicher Liebe und den Geboten des Evangeliums leben. In Kunwald wurden sie von einigen Predigern betreut, unter ihnen Michael Bradacius, der als utraquistischer Pfarrer in Žamberk amtierte und deshalb als Michael von Žamberk bezeichnet wird. Er zog 1457 zu den gläubigen Brüdern nach Kunwald, die sich zunächst „Fratres Legis Christi“ (Brüder vom Gesetz Christi) nannten und auf der Brüdersynode 1467 im unweit gelegenen Lhotka die Umbenennung in „Unitas Fratrum“ (Einigkeit der Brüder) oder auch „Fratres Unitatis“ (Vereinigte Brüder) beschlossen. Nachdem durch den Synodenbeschluss eigene Priester und Bischöfe ordiniert wurden, kam es zu einer Trennung von den Utraquisten, die sich dadurch in ihrem Bestand gefährdet sahen. Nachfolgend wurde die Brüderunität neuerlichen Verfolgungen ausgesetzt. Ihre Gläubigen trafen sich daraufhin im Modlivý důl (Gebetstal). Der 1467 geweihte Bischof Matthias von Kunwald (Matěj z Kunvaldu) amtierte bis 1494 als Senior der Unität.
Nach dem Münchner Abkommen wurde der Ortsteil Hasendorf dem Deutschen Reich zugeschlagen und gehörte bis 1945 zum Landkreis Grulich. Kunwald selbst gehörte nicht zum Reichsgau Sudetenland.
Seit 2008 ist Kunvald wieder eine Městys (Minderstadt).

## Sehenswürdigkeiten
- Kirche, die in zwei Abschnitten erbaut wurde (1606), (1931 bis 1933)
- Haus „Na Sboru“ (Haus der Versammlung), erinnert an den Beginn der Brüderunität
- 450 Jahre alte „Brüder“-Linde (tschechisch Bratrská lípa)

## Persönlichkeiten
- Jan Černý-Nigranus (1500/1510–1565), Historiker, Priester
- Jan Evangelista Mitvalský (* 1. Juni 1861 in Kunvald; † 7. Dezember 1899 in Prag, beigesetzt am Vyšehrader Friedhof), Ophthalmologe und Redakteur medizinischer Zeitschriften
- Ludwig Vacatko (* 19. August 1873 in Simmering bei Wien; † 26. November 1956 in Prag), Maler

## Einzelnachweise

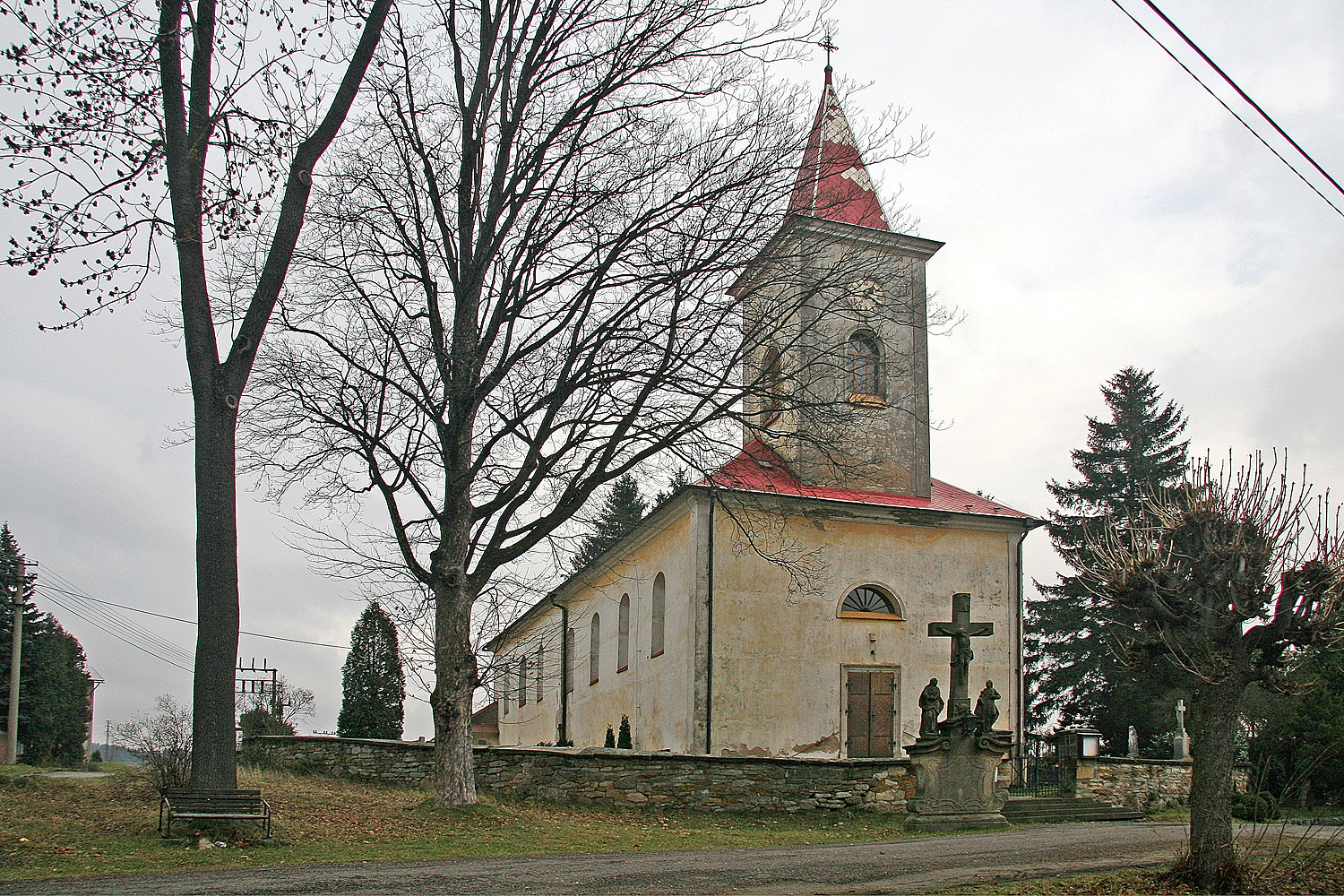
Kirche
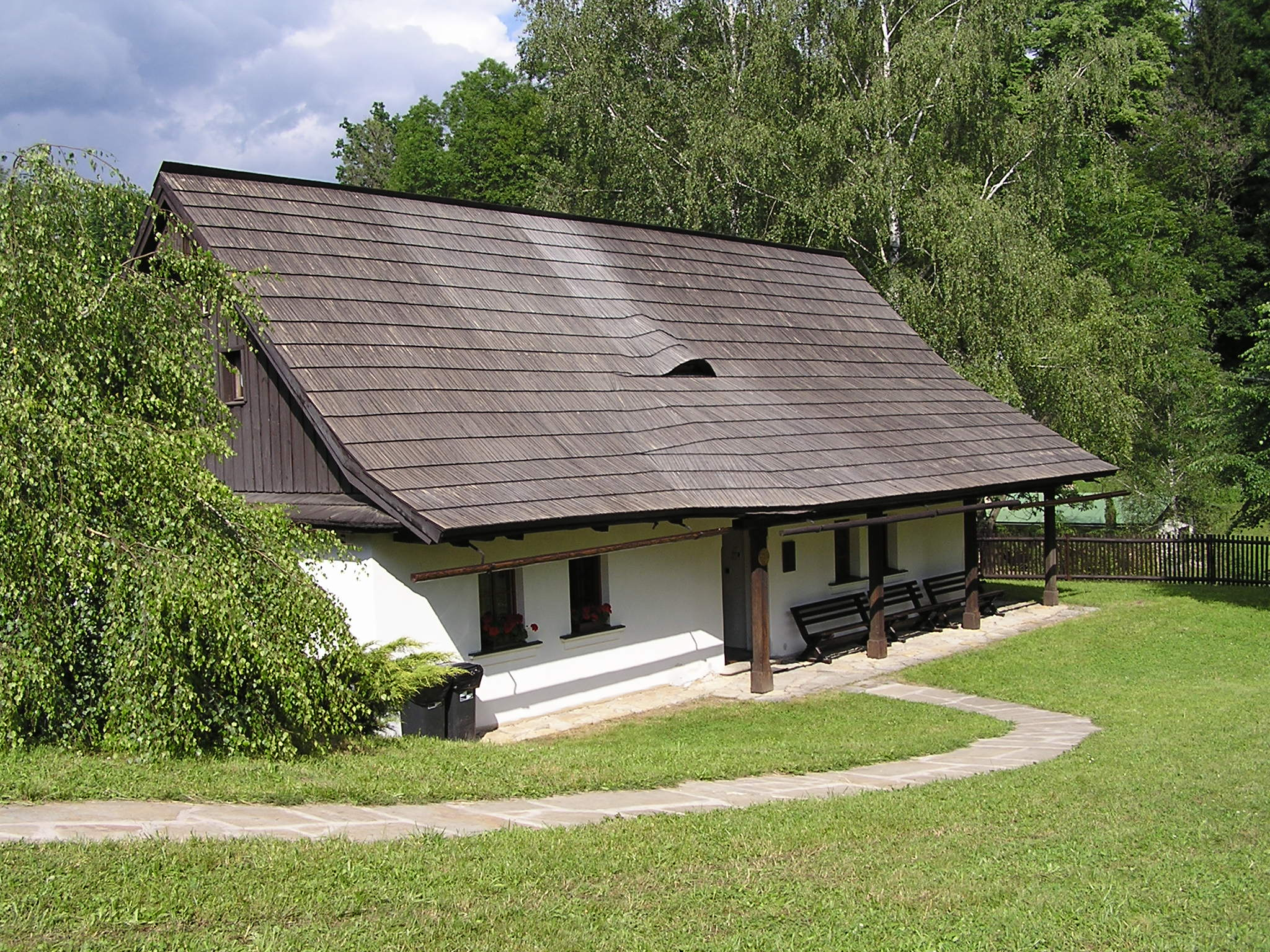
Haus "Na sboru"
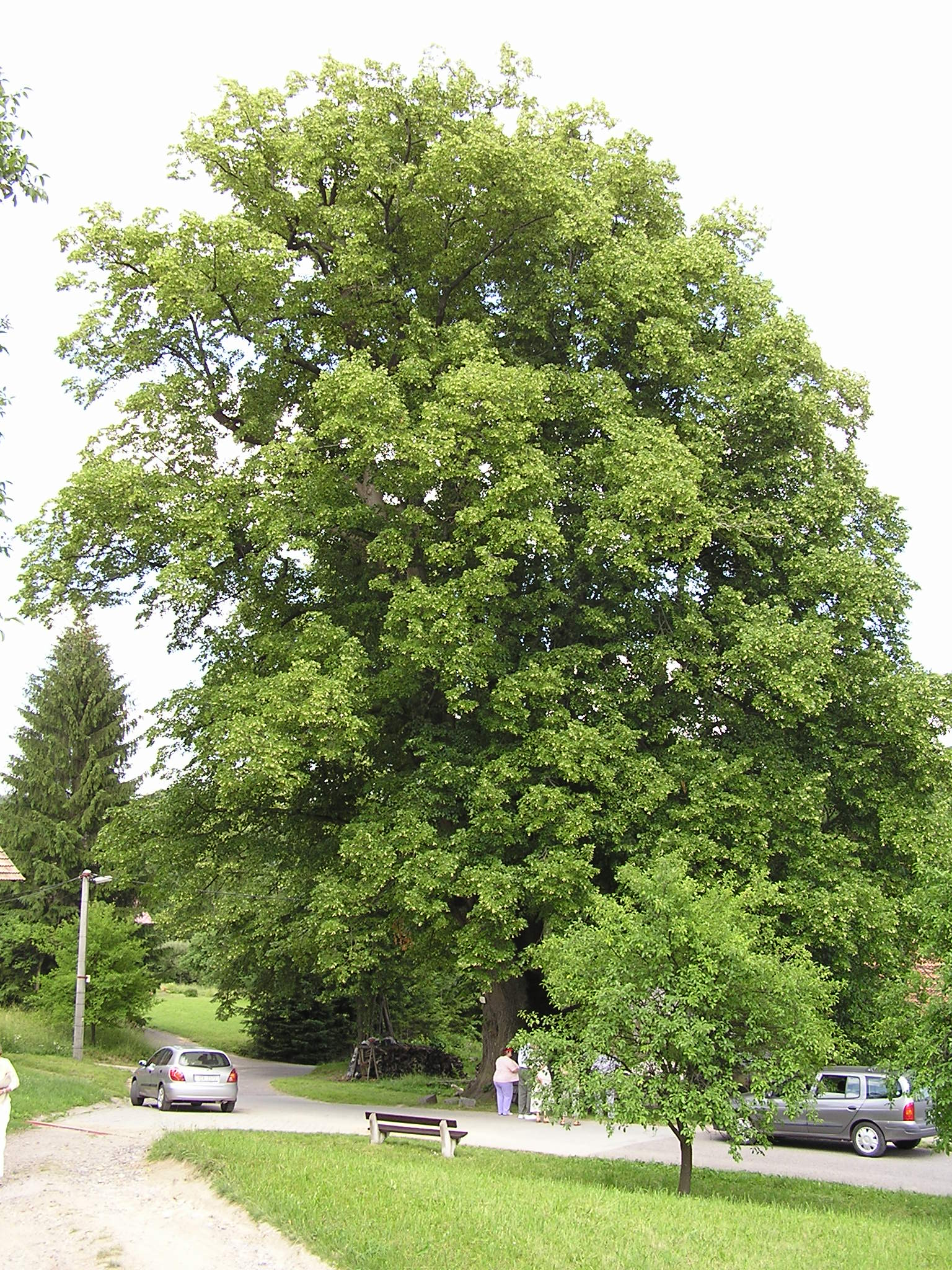
Brüder-Linde

## Partnerstädte
- Lititz (Pennsylvania, USA)